# Semiothisa angularia
Semiothisa angularia är en fjärilsart som beskrevs av Pieter Cornelius Tobias Snellen 1873. Semiothisa angularia ingår i släktet Semiothisa och familjen mätare. Inga underarter finns listade i Catalogue of Life.